# 迈克尔·威廉·巴尔夫
迈克尔·威廉·巴尔夫（英語：Michael William Balfe；1808年5月15日—1870年10月20日），爱尔兰作曲家。父亲是一位舞蹈教师，巴尔夫7岁时就开始演奏小提琴，后来到伦敦学习，1825年到意大利学习声乐，1829年创作了第一部歌剧。1835年回到伦敦，成为著名的歌剧作曲家。1843年创作了代表作《波希米亞女孩》，1846年至1852年担任女王陛下剧院意大利歌剧指挥。他在歌剧创作中重视采用民歌，音乐旋律通俗优美，在当时受到广泛的欢迎。

## 外部連結
- 迈克尔·威廉·巴尔夫的免费乐谱，由国际乐谱典藏计划提供
- Chisholm, Hugh (编). .  (第11版). London: Cambridge University Press. 1911.
- . . London: Smith, Elder & Co. 1885–1900.
- Webb, Alfred. A Compendium of Irish Biography. 维基文库. Dublin: M. H. Gill & son. 1878
- 迈克尔·威廉·巴尔夫的作品  - 古騰堡計劃
- 互联网档案馆中迈克尔·威廉·巴尔夫的作品或与之相关的作品